# CAM (clade)
Il clade CAM o EuDiaphoretickes (veri "Diaporetichi"), è un sottogruppo comprendente piante, alghe ed altri microrganismi (Cryptista).
Per la precisione, comprende i due superregni Criptysta, una sorta di alghe unicellulari molto primitive, e il superregno Archaeplastida, comprendente sostanzialmente esseri viventi eucarioti capaci di fotosintesi, come le cosiddette alghe rosse, le piante verdi e un piccolo gruppo di organismi chiamato glaucofite.

## Classificazione monofiletica
Il clade CAM è un sottogruppo del gruppo Diaphoretickes, del supergruppo Eubikonta, e del sottodominio Bikonta, una delle due suddivisioni del dominio Eukaryota (l'altro è Unikonta). In Eubikonta sono comprese piante, alghe e alcuni organismi unicellulari precedentemente classificati nei due regni Protista e Cromista.
L'altro supergruppo di Bikonta, Excavata, si differenzia da Eubikonta perché i relativi microorganismi possono avere due o più flagelli. Gli organismi cellulari del supergruppo Eubikonta, invece, possono avere solo due flagelli, da cui il nome: Eu (veri) Bikonta (due flagelli).
Eubikonta è a sua volta suddiviso in due gruppi: Hemimastigophora (un gruppo di organismi unicellulari enigmatici, dotati di numerose ciglie) e Diaphoretickes.
Il secondo gruppo, più vasto, è Diaphoretickes, identificato come il "gruppo piante+AHT+SAR". perché comprendente piante (Archaeplastida), haptofite, cryptomonads e stramenopiles, alveolata e rhizaria, comprende a sua volta i due sottogruppi AHTSAR (Ancoracysta + Haptista + SAR), e infine il sottogruppo clade CAM.

## Albero Cladistico
|  | Picozoa                  |
|  |                          |
|  | Alghe rosse (Rhodophyta) |
|  |                          |
|  | Glaucophyta              |
|  |                          |

|  | Bhiliphyta                   |
|  |                              |
|  | Viridiplantae (Piante verdi) |
|  |                              |

|  | Picozoa                  |
|  |                          |
|  | Alghe rosse (Rhodophyta) |
|  |                          |
|  | Glaucophyta              |
|  |                          |

|  | Bhiliphyta                   |
|  |                              |
|  | Viridiplantae (Piante verdi) |
|  |                              |

|  | Picozoa                  |
|  |                          |
|  | Alghe rosse (Rhodophyta) |
|  |                          |
|  | Glaucophyta              |
|  |                          |

|  | Bhiliphyta                   |
|  |                              |
|  | Viridiplantae (Piante verdi) |
|  |                              |

|  | Picozoa                  |
|  |                          |
|  | Alghe rosse (Rhodophyta) |
|  |                          |
|  | Glaucophyta              |
|  |                          |

|  | Bhiliphyta                   |
|  |                              |
|  | Viridiplantae (Piante verdi) |
|  |                              |